# Novotroitski (Krymsk, Krasnodar)
Novotroitski (del ruso: Новотроицкий) es un jútor del raión de Krymsk del krai de Krasnodar, en Rusia. Está situado a los pies de las estribaciones septentrionales del Cáucaso occidental, a orillas del Adagum, de la cuenca del Kubán, 13 km al norte de Krymsk y 79 km al oeste de Krasnodar. Tenía 843 habitantes en 2010
Pertenece al municipio Yúzhnoye.